# 737. lovski polk (Wehrmacht)
Za druge 737. polke glej 737. polk.
737. lovski polk (izvirno nemško Jäger-Regiment 737) je bil lovski polk v sestavi redne nemške kopenske vojske med drugo svetovno vojno.

## Zgodovina
Polk je bil ustanovljen 1. aprila 1943 z reorganizacijo 737. grenadirskega polka in dodeljen 117. lovski diviziji.